# Xã Berlin, Quận Mahoning, Ohio
Xã Berlin (tiếng Anh: Berlin Township) là một xã thuộc quận Mahoning, tiểu bang Ohio, Hoa Kỳ. Năm 2010, dân số của xã này là 2.122 người.